# Speed Drive
"Speed Drive" é uma canção gravada pela cantora inglesa Charli XCX para a trilha sonora do filme Barbie de 2023. Foi lançada em 29 de junho de 2023 como o quarto single da trilha sonora e alcançou a nona posição na parada de singles do Reino Unido, tornando-se o sexto single de Charli XCX no top 10 da parada.

## Antecedentes e composição
Charli XCX foi uma das primeiras artistas que Mark Ronson, produtor da trilha sonora de Barbie, contatou para participar do álbum. Em uma postagem no Instagram em 22 de junho de 2023, Charli XCX compartilhou que ela “sempre amou o escapismo” que suas bonecas Barbie proporcionaram e que foi “uma espécie de momento de círculo completo fazer parte dessa trilha sonora e filme”. Ronson falou sobre o trabalho com Charli XCX:
| “ | Quando você diz a alguém onde quer a música dela no filme, todo mundo quer ouvir nos ‘créditos de abertura’ ou ‘créditos finais’, mas não em uma ‘perseguição de carro’. [...] Eu lembro que Charli perguntou: ‘Onde você está pensando que essa música vai?’ E eu disse: ‘Err, não sei, perseguição de carro?’ baixinho. E Charli apenas disse: ‘Isso fala comigo de uma maneira imensa.’ Porque Charli é tão incrível e ela simplesmente ama essa energia bruta | ” |
|   | — Ronson, American Songwriter. |   |

"Speed Drive" contém uma interpolação de "Mickey", escrita por Mike Chapman e Nicholas Chinn, e interpretada por Toni Basil. Também contém uma interpolação de "Cobrastyle", escrita por Klas Åhlund, Joakim Åhlund, Patrick Arve, Ewart Brown, Fabian Torsson, Troy Rami, Paul Rota, David Parker e Sylvia Robinson, e interpretada por Robyn; que em si é um cover de "Cobrastyle", interpretada por Teddybears com Mad Cobra.

## Lançamento
"Speed Drive" foi o terceiro single lançado da trilha sonora de Barbie. Antes de seu lançamento, Charli XCX compartilhou um trecho da música em um clipe de Margot Robbie do filme Barbie.

## Recepção

### Crítica
Alex Gonzalez da Uproxx escreveu: "Em 'Speed Drive', Charli aproveita sua energia rosa brilhante, dando ao universo Barbie o melhor do século." Liberty Dunworth da NME escreveu que o single "pode ser breve—chegando com menos de dois minutos de duração—mas ainda consegue ser uma das músicas mais enérgicas da trilha sonora".
Steffanee Wang da Nylon escreveu que "Speed Drive" soava "frenesi hiperpop" e "um dos destaques do álbum". Cat Zhang da Pitchfork também chamou a faixa de "destaque relativo" da trilha sonora e "mais inteligente do que o resto das seleções Barbie".

### Listas de fim de ano
| Crítica/Publicação | Lista                           | Rank | Ref.   |
| ------------------ | ------------------------------- | ---- | ------ |
| The Guardian       | As 20 melhores músicas de 2023  | 12   | [ 12 ] |
| Pitchfork          | As 100 melhores músicas de 2023 | 56   | [ 13 ] |

## Vídeo musical
Em 1º de agosto de 2023, Charli XCX filmou um videoclipe oficial para a canção, que foi lançado em 16 de agosto de 2023. O videoclipe de "Speed Drive", dirigido por Ramez Silyan, estreou no canal oficial de Charli XCX no YouTube. O vídeo contou com uma participação especial de Sam Smith e Devon Lee Carlson.

## Desempenho comercial
No Reino Unido, "Speed Drive" alcançou a nona posição na parada de singles do Reino Unido, tornando-se o sexto single de Charli XCX no top 10 e o primeiro como artista principal desde "Doing It" com Rita Ora em 2015. Nos Estados Unidos, a música se tornou a primeira entrada da cantora na Billboard Hot 100 desde "Break the Rules" em 2014, sua quinta música nas paradas gerais.

## Faixas e formatos
- Download digital / streaming[19][20]

1. "Speed Drive" — 1:57

- Speed Drive — jamesjamesjames Remix[21]

1. "Speed Drive" (jamesjamesjames Remix) — 4:24

## Créditos e pessoal
Créditos adaptados das notas do encarte do CD Barbie the Album.
- Charlotte Aitchison — vocais, compositora
- Finn Keane — compositor, produtor
- Joakim Frans Åhlund — compositor
- Klas Frans Åhlund — compositor
- Patrik Knut Arve — compositor
- Ewart Everton Brown — compositor
- David James Parker — compositor
- Troy Rami — compositor
- Sylvia Robinson — compositora
- Fabian Peter Torsson — compositor
- Mike Chapman — compositor
- Nicholas Chinn — compositor
- Manny Marroquin — mixagem

## Desempenho nas tabelas musicais
| Tabela musical (2023)                     | Melhor posição |
| ----------------------------------------- | -------------- |
| Alemanha (Official German Charts)         | 82             |
| Austrália (ARIA)                          | 22             |
| Áustria (Ö3 Austria Top 40)               | 47             |
| Canadá (Canadian Hot 100)                 | 44             |
| Canadá (CHR/Top 40)                       | 48             |
| Chéquia (IFPI Česká Republika)            | 37             |
| Eslováquia (IFPI Slovenská Republika)     | 61             |
| Estados Unidos (Billboard Hot 100)        | 73             |
| Estados Unidos (Mainstream Top 40)        | 22             |
| Global 200 (Billboard)                    | 58             |
| Guatemala (Monitor Latino)                | 17             |
| Irlanda (IRMA)                            | 7              |
| Letônia (EHR)                             | 30             |
| Nova Zelândia (RMNZ)                      | 22             |
| Países Baixos (Single Tip)                | 9              |
| Polônia (Związek Producentów Audio Video) | 39             |
| Reino Unido (Singles)                     | 9              |
| Suécia (Sverigetopplistan)                | 9              |
| Suíça (Schweizer Hitparade)               | 89             |

## Certificações
| País        | Provedor     | Certificação | Unidades/vendas certificadas |
| ----------- | ------------ | ------------ | ---------------------------- |
| Canadá      | Music Canada | Ouro         | 40,000                       |
| Reino Unido | BPI          | Prata        | 200,000                      |

## Histórico de lançamento
| Região | Data                   | Formato                    | Versão                | Gravadora | Ref.          |
| ------ | ---------------------- | -------------------------- | --------------------- | --------- | ------------- |
| Várias | 29 de junho de 2023    | Download digital streaming | Original              | Atlantic  | [ 19 ] [ 20 ] |
| Itália | 30 de junho de 2023    | Rádios mainstream          | Original              | Warner    | [ 44 ]        |
| Várias | 15 de setembro de 2023 | Download digital streaming | jamesjamesjames remix | Atlantic  | [ 21 ] [ 45 ] |